# Egito nos Jogos Paralímpicos de Verão de 1984
Egito participou dos Jogos Paralímpicos de Verão de 1984, que foram realizados em Stoke Mandeville, Grã-Bretanha (atletas em cadeira de rodas) e em Nova Iorque, Estados Unidos (atletas com paralisia cerebral, deficiências visuais, amputados e "les autres"), entre os dias 17 de junho e 1 de agosto de 1984.
A equipe paralímpica egípcia obteve sete medalhas, das quais um de ouro.